# Irelandův–Claisenův přesmyk
Irelandův–Claisenův přesmyk je reakce allylového esteru se silnou zásadou za vzniku γ,δ-nenasycené karboxylové kyseliny.
Bylo vydáno několik studií zabývajících se touto reakcí.

## Mechanismus
Irelandův–Claisenův přesmyk je druhem Claisenova přesmyku. Reakce tak je [3,3]-sigmatropním přesmykem, který podle Woodwardových–Hoffmannových pravidel probíhá suprafaciálně a pericyklicky.